# 毛螱隐翅虫属
毛螱隐翅虫属（学名：Cretotrichopsenius）是隐翅虫科的一属。

## 下属物种
本属包括以下物种：
- †缅珀白垩毛螱隐翅虫 Cretotrichopsenius burmiticus Cai, Chenyang, Diying Huang, Newton, Eldredge & Engel, 2017[2][3]